# Крыжановский, Владимир Александрович
Владимир Александрович Крыжановский (19.04.1905 — 09.12.1977) — командир 45-мм орудия 1347-го стрелкового полка старший сержант — на момент последнего представления к награждению орденом Славы.

## Биография
Родился 19 апреля 1905 года в городе Каунас. В 1910 с матерью переехал во Владимирскую губернию, куда ранее был выслан за революционную деятельность отец. Жил в городе Собинка. В 10 лет остался сиротой, пошел в люди, устроился посудником в трактир. С приходом Советской власти воспитывался в детском доме «Парижская коммуна», окончил 7 классов. Работал на фабрике «Коммунистический авангард» в городе Собинке, в составе отряда ЧОН принимал участие в борьбе с бандитами.
В 1941 году был призван в Красную Армию. С июля того же года на фронте. Воевал на Северо-Западном, 3-м Прибалтийском и 1-м Украинском фронтах. К лету 1944 года был трижды ранен, за мужество и отвагу, проявленные в боях с вражескими захватчиками, награждён двумя медалями «За отвагу». Член ВКП/КПСС с 1944 года.
После очередного госпиталя старший сержант Крыжановский был направлен на доукомплектование 1347-го стрелкового полка 225-й стрелковой дивизии. Назначен командиром расчета 45-мм орудия, избран парторгом. С этим полком прошел до Победы.
14 сентября расчет старшего сержанта Крыжановского, действуя в боевых порядках 5-й стрелковой роты, одним из первых форсировал реку Гауя. Артиллеристы под огнём противника переправили на плоту орудие, быстро заняли выгодную позицию и открыли огонь. Первыми выстрелами подавили две огневые точки противника, выкатив орудие на прямую наводку, поддержали стрелков при отражении контратаки врага. Когда противники подошли вплотную, пытаясь окружить расчет, бойцы заняли круговую оборону, ведя огонь из автоматов. Крыжановский лично уничтожил 3 противников. До подхода основных сил было отражено 4 контратаки. Через два дня, 16 сентября, в бою у населенного пункта Булле подавил из орудия 2 пулемета.
Приказом командира 225-й стрелковой дивизии от 30 сентября 1944 года старший сержант Крыжановский Владимир Александрович награждён орденом Славы 3-й степени.
В конце января 1945 года в боях на территории Польши старший сержант Крыжановский вновь отличился. Командир полка гвардии подполковник Родионов, представляя его к награждению орденом Славы, писал: «В районе населенного пункта Пшечица орудие Крыжановского уничтожило два станковых пулемета, благодаря чему 7-я стрелковая рота отразила пять контратак. В этом бою был ранен командир артиллерийского взвода. Крыжановский принял командование взводом на себя и умело руководил им. При взятии города Челядзь уничтожил 37-миллиметровое орудие и две пулеметные точки противника, которые вели огонь с чердаков домов. В рукопашной схватке во время уличных боев Крыжановский лично истребил восемь и взял в плен трех солдат противника».
Приказом по войскам 21-й армии от 18 февраля 1945 года старший сержант Крыжановский Владимир Александрович награждён орденом Славы 2-й степени.
В тот же день когда был подписан приказ, не успев получить награду, старший сержант Крыжановский снова проявил мужество и отвагу в бою с врагом. Полк наступал на территории Германии, в районе населенного пункта Миттенвальде.
В ночь на 17 февраля взводу Крыжановского было приказано сосредоточиться в районе населенного пункта Миттенвальде, чтобы на рассвете совместно со стрелковыми подразделениями блокировать населенный пункт. Артиллеристы, сбившись с дороги, вышли в тыл противника у другого населенного пункта, на рассвете атаковали его и захватили. В результате был разгромлен штаб немецкой воинской части, захвачены ценные документы, «язык», знамя.
Оседлав дорогу, артиллеристы заняли оборону по опушке леса. При отражении одиннадцати контратак противника расчет Крыжановский огнём прямой наводкой подбил штурмовое орудие, а также рассеял и уничтожил до взвода его пехоты. Когда кончились снаряды, организовал круговую оборону, а затем переместил орудие на более защищенную позицию.
Приказом от 5 апреля 1945 года старший сержант Крыжановский Владимир Александрович награждён орденом Славы 2-й степени повторно.
Участник Парада Победы на Красной площади в июне 1945 года. В 1945 году демобилизован. Вернулся в город Собинку.
Указом Президиума Верховного Совета СССР от 20 декабря 1951 года в порядке перенаграждения Крыжановский Владимир Александрович награждён орденом Славы 1-й степени. Стал полным кавалером ордена Славы.
Жил в городе Собинка. До ухода в 1965 году на заслуженный отдых работал мастером на фабрике «Коммунистический авангард». Будучи на пенсии, активно участвовал в общественной жизни, часто выступал перед коллективами с воспоминаниями. Являлся внештатным инспектором пожарной охраны. Скончался 9 декабря 1977 года.
Награждён Орденами Славы 3-х степеней, медалями, в том числе двумя «За отвагу».